# ワケあり!レッドゾーン
『ワケあり!レッドゾーン』は、読売テレビなどで2013年10月5日未明（4日深夜）から2020年12月27日（26日深夜）まで放送されていたバラエティ番組。

## 概要
ある分野に特別なこだわりを持つ「ワケあり人」をゲストに招き、その「『ワケあり』な日常や仰天エピソード」を披露する。
「ワケありボード」には紹介するテーマが8つ程度掲示されているが、すべて紹介されないことが多い。
2016年12月16日（15日深夜）には、『プラチナイト』枠にて初の全国ネットのスペシャルが放送された。
2020年12月27日（26日深夜）をもって終了した。
2021年1月8日2時59分から30分枠で「★最終回SP！あの人は今…伝説のワケあり人を召喚」が放送された。

## 出演者
MC
- ライセンス（井本貴史、藤原一裕）

アシスタント
- NMB48   ※番組後期は渋谷凪咲で固定されていた。また▲は最終回の放送まで（2020年12月27日時点）にNMB48を卒業した元メンバー。
  - 渋谷凪咲（第170回 - 最終回）[注釈 1]
  - 山本彩▲（元AKB48兼任[注釈 2]）
  - 山田菜々▲（元SKE48兼任）
  - 岸野里香▲（元Over The Top／第37回 - ）
  - 福本愛菜▲（元吉本新喜劇研究生／第74回 - ）
  - 三秋里歩▲（元吉本坂46／第78回 - [注釈 3]）
  - 三田麻央▲（第125回 - ）
  - 村瀬紗英▲（第128回 - ）
  - 谷川愛梨▲（第134回 - ）
  - 大段舞依▲（第138回 - ）
  - 川上礼奈▲（第158回 - ）

ナレーション
- 馬場令華（AD→ディレクター）[1]
- 葵井歌菜（2019年6月 - ）

## スタッフ
- 演出：鈴木康浩
- ディレクター：佐々木学、柴崎久美子
- 構成：一文無隼人／林龍雄、デーブ八坂、飯野友輔
- CAM：奥村一彦、園田清隆（園田→以前はVE）、平松修治、岸賢俊、篠原佑典
- VE：樫山典寿、福元裕美
- 音響効果：遠藤治朗
- 編集：伊藤和幸（ザ・チューブ）
- MA：天谷馬直男（ザ・チューブ）
- スタイリスト：利光栄治郎
- メイク：atelier jam［grs］
- スタッフ協力：クロスブリード
- 技術協力：mabu、Ytv Nextry、ザ・チューブ
- 宣伝：北本ひかり、斉藤渉
- 制作デスク：野月智恵
- AP：山本美沙恵
- 制作協力：吉本興業
- プロデューサー：遠藤慎也（2020年4月 - ）、工藤翔平、金城聖門、若生さとみ
- チーフプロデューサー：沼田賢治（2020年7月11日 - ）
- 制作著作：ytv

### 過去のスタッフ
- ディレクター：小林ちひろ、菅谷宏樹、馬場令華
- CAM：竹中哲
- VE：中村心
- 編集：佐藤知子、堀内伸平
- MA：小林大介
- 技術協力：アンサーズ
- 宣伝：飯田將博、小林杏奈、藤生朋子、乙部恭子（乙部→一時離脱→復帰）、加藤崇、三輪宗滋
- 制作デスク：山崎真央
- AP：清水誠
- プロデューサー・演出：平山勝雄（番組開始 - 2020年3月）
- プロデューサー：田中雅博、萩原雄一、西田治朋、金丸貴史、渡邉哲也、川村美里
- チーフプロデューサー：西田二郎、前西和成（2015年2月7日 - 7月19日）、片岡克也（2015年7月25日 - 2020年7月4日）

## エンディングテーマ
- NMB48『カモネギックス』（第1回）
- 下田美咲『お手を拝借!もういっちょ!』（第2回）
- ARCHAIC RAG STORE『NEXUS』（第40回 - 第98回）
- HERO『僕の作り方』（第99回 - 第103回）
- CHIHIRO『Tonight』（第104回 - 第114回）
- クリフエッジ『Endless Tears ～終わらないメロディー～ feat. メロディー・チューバック』（第115回 - 第119回）
- MK-twinty『等身大のラブソング〜女子道〜』（第120回 - 第126回）
- CHIHIRO『好きになっちゃいけない人』（第127回 - 第132回）
- defspiral『SILVER ARROW』（第133回 - 第142回）
- 夢みるアドレセンス『リーダーシップ』（第143回 - 第153回）
- OOPARTZ『I.Uエレベーター』（第154回 - 第158回）
- CHIHIRO『Dear Santa』（第159回 - 第162回）
- 夢みるアドレセンス『アイドルレース』（第163回 - 第174回）
- CHIHIRO『君がいない世界は切なくて』（第175回 - 第188回）
- Flower Notes『Let It Flow』（第189回 - 第191回）
- マジカル・パンチライン『パレードは続く』（第192回 - 第200回）
- CODE-V『Winter Love』（第201回 - 第206回）
- CYNHN『FINALegend』（第207回 - 第215回）
- RADIO FISH『NEW GOD（feat.May J.）』（第216回 - 第224回）
- 吉田凜音『BQN』（第225回 - 第235回）
- HIGH SPIRITS『愛していいですか』（第236回 - 第241回）
- レイザーラモンRG『いただきます』（第242回 - 第249回）
- つぼみ『虹の向こうへ』（第250回 - ）

## ネット局
| 放送対象地域   | 放送局              | 系列           | 放送日時                     | 備考       |
| -------------- | ------------------- | -------------- | ---------------------------- | ---------- |
| 近畿広域圏     | 読売テレビ（ytv）   | 日本テレビ系列 | 日曜日 1:28 - 1:58(土曜深夜) | 制作局     |
| 関東広域圏     | 日本テレビ（NTV）   | 日本テレビ系列 | 金曜日 1:59 - 2:29(木曜深夜) | 遅れネット |
| 宮城県         | ミヤギテレビ（MMT） | 日本テレビ系列 | 月曜日 1:45 - 2:15(日曜深夜) | 遅れネット |
| 香川県・岡山県 | 西日本放送（RNC）   | 日本テレビ系列 | 金曜日 1:59 - 2:29(木曜深夜) | 遅れネット |
| 中京広域圏     | 中京テレビ（CTV）   | 日本テレビ系列 | 水曜日 1:54 - 2:24(火曜深夜) | 遅れネット |
| 山口県         | 山口放送（KRY）     | 日本テレビ系列 | 不定期放送                   |            |
| 福岡県         | 福岡放送（FBS）     | 日本テレビ系列 | 不定期放送                   |            |

### 過去のネット局
- テレビ新潟 - 2019年12月5日より、遅れネットで木曜日 1:29 - 1:59(水曜深夜)に放送していたが、2020年3月26日に打ち切り。
- テレビ大分

### インターネット配信
最新回配信は読売テレビ放送日基準のため、遅れネット局はインターネット配信が放送より先行する。
| 配信元      | 更新日時                 | 配信期間                 | 備考                                   |
| ----------- | ------------------------ | ------------------------ | -------------------------------------- |
| ytv MyDo!   | 日曜 2:00 更新           | 約1ヶ月                  | 読売テレビの過去4〜5回分限定で無料配信 |
| TVer        | 日曜 2:00 更新           | 約1ヶ月                  | 読売テレビの過去4〜5回分限定で無料配信 |
| GYAO!       | 日曜 2:00 更新           | 約1ヶ月                  | 読売テレビの過去4〜5回分限定で無料配信 |
| GYAO!ストア | 見逃し配信終了後の過去分 | 見逃し配信終了後の過去分 | 回ごとにレンタル視聴                   |

## ワケあり!ヒットゾーン
読売テレビでは不定期で、当番組に続いて同じセット・出演者で企業とのタイアップによる15分番組『ワケあり!ヒットゾーン』が放送される。

## 関連商品

### DVD
- ワケあり! レッドゾーンvol.1（2014年9月17日、よしもとアール・アンド・シー）
- ワケあり! レッドゾーンvol.2（2014年9月17日、よしもとアール・アンド・シー）